# اچ‌دی ۱۵۰۵۷۶
اچ‌دی ۱۵۰۵۷۶ یک ستاره است که در صورت فلکی آتشدان قرار دارد.